# Groton, Vermont
Groton är en kommun (town) i Caledonia County i delstaten Vermont i USA. Vid folkräkningen år 2000 bodde 876 personer på orten. Den har enligt United States Census Bureau en area på totalt 142,4 km², varav 2,6 km² är vatten.  